# Mahmoud Bodo Rasch
Pour les articles homonymes, voir Rasch.
Mahmoud Bodo Rasch né le 19 mai 1943, est un architecte allemand spécialisé dans la construction de larges parasols rétractables, et de structures architecturales légères. Il est le fondateur et propriétaire de la société SL Rasch GmbH Special and Lightweight Structures, qui possède des branches à Leinfelden-Echterdingen, à Djeddah, à La Mecque et à Médine.

## Biographie
La mère de Mahmoud Bodo Rasch, Lilo Rasch-Naegele (1914-1978), était une artiste peintre et graphiste. Son père, Bodo Rasch (1903-1995) et son frère Heinz Rasch étaient des figures clés de l´architecture avant-gardiste internationale des années 1920. Sa sœur, Aiga Rasch, (1941-2009), était aussi  illustratrice-graphiste. Suivant la tradition artistique familiale, Mahmoud Bodo Rasch entreprit des études d´architecture en 1969 à l’université de Stuttgart, d’où il reçut son diplôme en 1972.
En 1967, au cours de sa formation, Mahmoud Bodo Rasch travailla avec Frei Otto à l’Institut pour les structures légères de l’université de Stuttgart. Ils travaillèrent encore ensemble en 1969, à l’atelier de Design et de Développement de Frei Otto. Rasch dirigea la construction du nouveau bâtiment de l’institut (la structure précontrainte avait d’abord été construite pour le pavillon allemand dans le cadre de l’exposition universelle de 1967 a Montréal) et fut le responsable de projets de tentes convertibles, conçus par Frei Otto pour les jardins fédéraux de Cologne en 1967. De ce partenariat naquirent plusieurs autres projets mutuels et une étroite amitié. À ce jour, Frei Otto reste l’un des proches conseillers de Mahmoud Bodo Rasch.
Bodo Rasch fut aussi conférencier à l’école d’architecture de l’université d'Austin au Texas en 1973.
En 1974, il prend part à une compétition de développement urbain ayant pour but de fournir un hébergement aux pèlerins de la cité de tentes à Tal Mina, à La Mecque. La même année, Bodo Rasch se convertit à l’islam.
En 1975, Mahmoud Bodo Rasch et Sami Angawi fondèrent le Hajj Research Center à l’université du roi Abdulaziz de Djeddah en Arabie saoudite. En 1980, son mémoire sur la cité des tentes du Hajj fut publié dans une série intitulée “Information of the Institute for Lightweight Structures, University of Stuttgart, IL 29 The Tent Cities of the Hajj”.
En 1980, Mahmoud Bodo Rasch créa la société d’architecture Rasch et Associés, puis en 1991 la Special and lightweight construction firm SL Gmbh, connue depuis 1998 sous le nom de SL Rasch Special and Lightweight Structures. En 1998, le chef architecte de longue date Jürgen Bradatsch devint partenaire dans la société d’architecture Rasch et Bradatsch.
Avec son équipe, Mahmoud Bodo Rasch poursuit les principes de constructions légères de Frei Otto sur la base de recherches scientifiques. Sa nouvelle équipe de design islamique harmonise le minimalisme des constructions légères avec la décoration de lieux sacrés.
Plusieurs années de travail au Moyen-Orient et la réalisation de structures légères adaptables ont abouti à une série de projets à grande échelle pour les lieux saints de l’Islam. En coopération avec plusieurs sociétés spécialisées, Rasch et son équipe ont développé un bon nombre de rares projets, tels que la Makkah Clock Tower, la plus grande horloge du monde. D’autres projets de ce type incluent les 250 parasols rétractables qui couvrent la piazza de la Mosquée du prophète à Médine et protègent les pèlerins du soleil et de la pluie.

## Principales réalisations

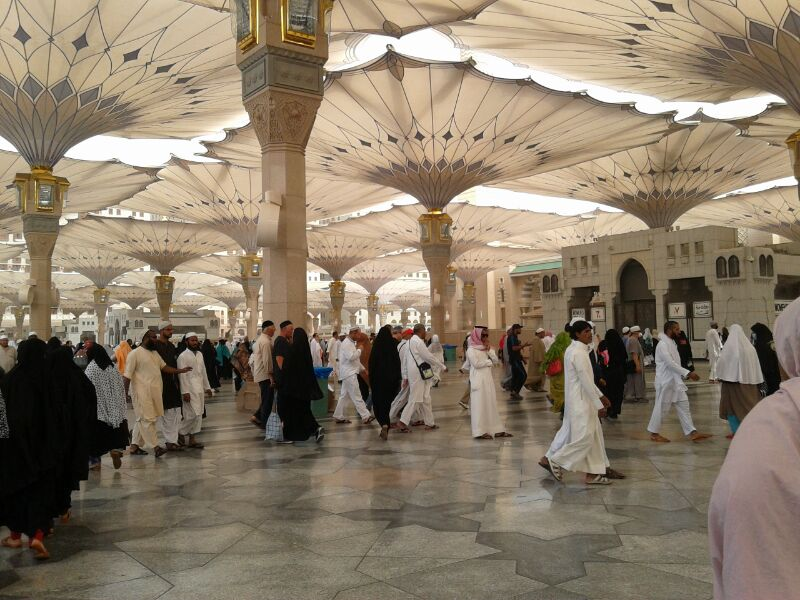
Système d'ombrage sur la terrasse de la mosquée :Al-Masjid Al-Nabawi.

- 1980 : Mémoire sur la cité des tentes du Hajj
- 1981 : tentes de montagne pour la Muna Valley en Arabie saoudite, en collaboration avec Sami Angawi et Frei Otto
- 1987 : système d’ombrage pour la mosquée de Quba à Médine, Arabie saoudite
- 1988 : toit convertible pour le théâtre de plein air à Wiltz, Luxembourg
- 1991 : 27 dômes coulissants pour la cour de la Sainte Mosquée du Prophète à Médine.
- 1992 : installation de 12 larges parasols convertibles et d'un système d'éclairage intégré (17 × 18 m) dans les deux larges cours de la Mosquée du Prophète à Médine[5].
- 1996 : Installation de tentes et parasols de 5x5, dans le cadre de la biennale de Venise, Italie
- 1998 : « Maqam Ibrahim », mausolée pour la mosquée al-Haram à la Mecque, en Arabie saoudite
- 1999 : Dômes et système d’éclairage pour le « Masjid Wilayah Persekutuan », Kuala Lumpur, Malaisie
- 1999: Tentes non inflammables pour la cité des tentes de Muna
- 2000 : Parasols convertibles (16x16) en face de la mosquée Al Hussein, Le Caire, Égypte
- 2000 : Escaliers amovibles pour la Kaaba, mosquée al-Haram Shareef, La Mecque, Arabie saoudite
- 2000 : Pavillon d’exposition vénézuélien, Expo 2000, Hanovre[8]
- 2002 : Système d’ombrage de la villa d’Este, Rome, Italie
- 2002 : Parapluies convertibles, hôtel d’Angleterre, Lausanne, Suisse
- 2002 : Minbar amovible pour la mosquée al-Haram Shareef, La Mecque, Arabie-Saoudite
- 2007 : Tentes et système d’éclairage, Royal Terminal, Djeddah, Arabie saoudite
- 2008 : Parasols convertibles, (29 × 29 m) Royal Terminal, Djeddah, Arabie saoudite
- 2009-2012 : Tentes sur les tours Abraj Al Bait, Mecque, Arabie saoudite
- 2011 : 250 parasols convertibles (26 × 26 m) pour la mosquée du prophète, Médine, Arabie saoudite[9]
- 2012 “ Royal Clock Tower”, installation de l’horloge et du sommet des tours d’Abraj Al Bait, La Mecque, Arabie saoudite

## Distinctions
- 1981 : Freunde der Universität Stuttgart (Amis de l’université de Stuttgart)
- 1992 : Deutscher Werkbund Bayern (Fédération des travailleurs allemands, Bavière)[10]
- 1993 : Meilleure Innovation, “International Association for Automation and Robotics in Construction”, Houston (Texas)[11]
- 1993 : “Imam Bukhari Educational Complex”, Samarcande, Ouzbékistan, premier prix dans une compétition internationale

## Expositions
- 1992 : « Sur la voie d’une architecture du minimalisme ». Der Werkbund zeigt Frei Otto, Bodo Rasch, Villa Stuck, Munich[10]
- 1995 : « Umbrellas » Exhibition à l’école de Design Parsons, New York, USA
- 1996 : « Umbrellas » exhibition dans la galerie Sony, Le Caire
- 1996 : «Sur la voie d’une architecture du minimalisme », université de Weimar

## Publications
- « Tent Cities of the Hajj », Mémoire du Dr. Bodo Rasch
- Frei Otto, Bodo Rasch: Gestalt finden - Auf dem Weg zu einer Baukunst des Minimalen, édition Axel Menges, 1995
- Frei Otto, Bodo Rasch: Finding Form - Towards an Architecture of the Minimal, édition Axel Menges, 1995

## Articles et interviews
- “Starwave-Zelt und Fünf-Meter-Schirm auf der Biennale in Venedig”, “Jubiläumsschiff” in Berlin In: Detail: temporäre Bauten, 8/1996
- “Convertible Architecture” in L'Arca Larivista internazionale di architettura, design e comunicazione visiva 73/ 1993
- Wolkenkratzerprojekt in Mekka: Jetzt schlägt's gigantisch - SPIEGEL online
- In Focus: Bodo Rasch - Allah's Architect
- Deutsche Ingenieure in Medina: Schattenspender aus dem Ländle

## Films
- The Pedestrian Movement of Al Hajj, 1978, réalisé par Viscom en collaboration avec le Hajj Research Center
- Bodo Rasch – Architektur für Allah, Dokumentarfilm, 2004, SÜDWEST Fernsehen: 29 janvier 2004, 22.30 Uhr
- The Makkah Clock Film, 2012, SL Rasch